# Il fascino sottile del peccato
 Il fascino sottile del peccato  è un film drammatico erotico italiano del 1987 diretto da Ninì Grassia, che ha curato anche il soggetto e la sceneggiatura.
La pellicola non va confusa con il successivo Il sottile fascino del peccato  per la regia di Franco Salvia.

## Trama
La giovane vedova Arianna Aleardi ha sposato da poco l'imprenditore Aurelio Minardi. Nella nuova famiglia porta i figli, Carlotta e Gustavo. La prima ha una relazione con Enrico, nel frattempo fidanzato con Sonia Aleardi, sorella del primo marito di Arianna, ma è attratta dal nuovo patrigno e lo seduce. Gustavo, invece, preferisce un rapporto con Mario.
A questo punto è Arianna a coinvolgere il figlio per allontanarlo dall'amico: non riuscendo nel suo intento, cerca un rapporto anche con lo stesso Mario. Di tutta la situazione ne approfittano due giovani ricattatori: Mario ed Enrico. Alla fine Arianna si fa sedurre da Mario, e ormai rovinata è costretta a togliersi la vita mentre Aurelio è costretto a dimettersi dall'azienda e a lasciare anche la villa dando così ad Enrico il via libera a insediarsi nel posto di Aurelio nell'azienda.

## Cast
È vietato ai minori di 18 anni ed è interpretato da Saverio Vallone, al suo terzo film con il regista, che lo pone al primo nome nei titoli, seguito dall'attrice Alexandra Delli Colli (indicata come Alessandra Delli Colli). Il manifesto è tutto riservato ad una immagine di Claudia Cavalcanti. Le scene sono state girate a Sorrento.

## Produzione
È il primo di una lunga serie di ben quattordici film di genere erotico, curati a vario titolo da Ninì Grassia (come regia e/o produzione) (tra il 1987 e il 1999). Con questa pellicola lo stesso inaugura la nuova casa di produzione P.A.G. Film International. Essa produrrà almeno quindici film.